# Massouda Jalal
Massouda Jalal (Gulbahar, 7 de enero de 1962) es una médica pediatra y política de Afganistán. Fue ministra de Asuntos de la Mujer de octubre de 2004 hasta julio de 2006. También fue la primera mujer candidata a la presidencia de Afganistán, primero en 2002 durante la primera Loya Jirga de la era postalibán y posteriormente en 2004. Es pediatra, maestra en la Universidad de Kabul y trabajadora del Programa Mundial de Alimentos de la ONU. 

## Biografía
Nacida en Gulbahar en la provincia de Kapisa. Sus padres y su marido son de Badakhshan. Su padre trabajaba para una empresa europea y tenía una perspectiva más allá de las fronteras de Afganistán. También su madre se transmitió seguridad para perseguir sus objetivos. Tiene seis hermanos. Jalal se mudó a Kabul para asistir a la escuela secundaria. Después estudió medicina en la Universidad de Kabul. Inicialmente se planteaba hacer psiquiatría pero el cierre de la universidad por la guerra civil en 1990 la llevó a cambiar la especialidad por medicina infantil -explicaba en 2004 cuando era candidata a la presidencia del país-.
Trabajaba como pediatra en el hospital Atatürk cuando los talibanes llegaron al poder en 1996 y prohibieron el trabajo de las mujeres. Siguió practicando en la clandestinidad y empezó a colaborar como empleada de las Naciones Unidas en el Programa Mundial de Alimentos coordinando la red de panaderías femeninas que ayudó a muchas familias a enfrentarse al hambre
Aunque no estuvo involucrada en política durante la época talibán, tras la caída de los talibanes en 2001 destacó por su defensa de los derechos de las mujeres en la sociedad afgana.  
Fue elegida representante de su vecindario de Kabul como candidata independiente en la loya jirga en 2002 y se presentó como candidata a  liderar a Afganistán como presidenta interina, pero logró sólo el respaldo 188 compromisarios frente a los más de 1000 que logró Hamid Karzai. En las elecciones presidenciales de 2004 obtuvo el 1.1 por ciento de los votos situándose en sexto lugar entre 17 candidatos masculinos. Desde una posición externa a la estructura de poder de Afganistán, Jalal marcó su independencia con respecto a los señores de la guerra y los regímenes opresores del pasado y aunque muchos de los candidatos a la presidencia afgana se retiraron de la carrera y pidieron un boicot a las elecciones tras los informes de irregularidades en su preparación, Jalal fue uno de los pocos candidatos que no se unió a la protesta. Una encuesta de salida realizada durante las elecciones de octubre de 2004 mostró que Jalal obtuvo alrededor del siete por ciento de los votos entre las mujeres afganas - el 41 por ciento del censo electoral-
Durante la campaña presidencial su participación no abrió un debate sobre los derechos de las mujeres y de hecho "en su programa no proponía ninguna revolución para la mujer pero su mera candidatura puso de relieve las diferencias e  incluso contradicciones entre lo que los afganos entienden por islam" señala Ángeles Espinosa en el su libro "El tiempo de las mujeres: Crónicas asiáticas" recordando su candidatura.
En octubre de 2004 fue miembro de la Administración de Karzai hasta julio de 2006, al frente del ministerio de Asuntos de la Mujer. Desde entonces ha criticado abiertamente al gobierno de Karzai por no avanzar significativamente la posición social de las mujeres. 
En enero de 2009, un artículo de Ahmad Majidyar del American Enterprise Institute incluyó a Jalal en una lista de quince posibles candidatas en las elecciones presidenciales afganas de 2009 sin embargo finalmente no participó. Sí participaron otras dos mujeres, Frozan Fana y Shahla Atta. Entre las dos obtuvieron una parte menor del voto popular que Jalal obtuvo por su cuenta.

## Vida personal
Permaneció soltera hasta los 30 años y tuvo la oportunidad -explica- de elegir a su marido, Faizullah Jalal, de quien ha tomado el apellido, profesor de Relaciones Internacionales en la Universidad de Kabul. Tienen tres hijos. Massouda ha destacado en sus entrevistas el apoyo de su marido en su trayectoria política y el cuidado a sus hijos.